# Моллі Мун і чарівний підручник гіпнозу
Моллі Мун і чарівний підручник гіпнозу (англ. Molly Moon and the Incredible Book of Hypnotism) — британський фантастичний фільм 2015 року, знятий режисером Крістофером Н. Роулі. В головних ролях знялися Домінік Монаган, Леслі Менвіл, Емілі Вотсон, Джоан Коллінз і Реффі Кессіді. Він заснований на романі Джоджії Бінг 2002 року Неймовірна книга гіпнотизму Моллі Мун.

## Сюжет
Фільм розповідає історію дівчинки-сироти Моллі Мун, яка натрапила на книжку «Гіпнотизм, давнє мистецтво». Вивчаючи книжку, вона гіпнотизує людей в Лондоні і стає багатою і відомою. Але зловмисник хоче відібрати в неї книгу. Він відстежує її, викрадає її собаку Петулю, і шантажує Моллі. Щоб повернути свою собаку, дівчинка має пограбувати банк. І тоді вона повинна віднайти друзів, яких втратила під час свого шляху до слави. Зрештою вона усвідомлює, що бути зіркою — це не те, що вона хоче, і повертається назад до дитячого будинку.

## Актори
- Реффі Кессіді у ролі Моллі Мун
- Домінік Монаган у ролі Нокмана
- Леслі Менвіл у ролі міс Аддерстоун
- Емілі Вотсон у ролі міс Трінклбері
- Селія Імрі в ролі кухарки Едни
- Енн-Марі Дафф у ролі Люсі Логан, бібліотекарки
- Бен Міллер у ролі містера Алебастра
- Сейді Фрост у ролі місіс Алебастр
- Омід Джалілі в ролі Баррі Рікса
- Гері Кемп у ролі Крегга
- Том Вісдом в ролі Чарлі Купера
- Ферн Дікон у ролі Гейзела
- Джейдон Карнеллі-Морріс у ролі Рокі
- Таллула Еванс у ролі Давіни Наттель
- Джоан Коллінз у ролі матері Нокмана Трейсі